# Crambus bidens
Crambus bidens là một loài bướm đêm trong họ Crambidae.